# Reinhold Gärtner
Reinhold Gärtner (* 22. Jänner 1955 in Steyr) ist ein österreichischer Politikwissenschaftler.
Gärtner studierte Geschichte und Englisch auf Lehramt und Politische Bildung. Von 1988 bis 2001 war er  Lehrbeauftragter am Institut für Politikwissenschaft an der Universität Innsbruck. 1990 wurde er zum Dr. phil. promoviert. 1995 folgte die Habilitation. 1996/97 war er Academic Director des Austrian Student Program. 1999 wurde er Adjunct an der University of Notre Dame in Indiana und 2006 an der University for Business and Technology in Priština. 2001 erhielt er eine außerordentliche Professur am Institut für Politikwissenschaft der Universität Innsbruck. Seine Forschungsschwerpunkte sind u. a. Rechtspopulismus und -extremismus in Österreich, Rassismus und Antisemitismus, das politische System Österreichs, vergleichende Politikwissenschaft und politische Bildung.
1986 wurde er Sekretär der Gesellschaft für politische Aufklärung in Innsbruck. 1993/94 war er Mitglied im Vorstand der Österreichischen Gesellschaft für Politikwissenschaft.

## Schriften (Auswahl)
- mit Sieglinde Rosenberger: Kriegerdenkmäler: Vergangenheit in der Gegenwart. Mit einem Vorwort von Anton Pelinka, Österreichischer Studienverlag, Innsbruck 1991, ISBN 3-901160-04-3.
- mit Fritz Kleinmann (Hrsg.): "Doch der Hund will nicht krepieren ...". Tagebuchnotizen aus Auschwitz. Österreichischer Kulturverlag, Thaur 1995, ISBN 3-85395-204-6.
- Die ordentlichen Rechten: Die "Aula", die Freiheitlichen und der Rechtsextremismus. Picus-Verlag, Wien 1996, ISBN 3-85452-286-X.
- (Hrsg.): Blitzlichter: Österreich am Ende des Jahrhunderts. Studienverlag, Innsbruck u. a. 1999, ISBN 3-7065-1326-9.
- Politiklexikon für junge Leute. Jungbrunnen, Wien 2008, ISBN 978-3-7026-5797-0.
- Politik der Feindbilder: Rechtspopulismus im Vormarsch. K & S, Wien 2009, ISBN 978-3-218-00798-6.